# Gustavo Endres
Gustavo Endres (Passo Fundo, 23 de agosto de 1975) é um ex-jogador de vôlei brasileiro que atuava como central.

## Biografia
Nascido na cidade de Passo Fundo no Rio Grande do Sul, ele é primogênito de Arnildo Endres e Janeamar Vieira Endres. Tendo dois irmãos, Eduardo Endres e o caçula Murilo Endres que também é jogador de vôlei.
Casado com Raquel Glufke Hoffmann Endres desde 1996, tem 2 filhos Eric Endres (nascido dia 03.03.2000) e Enzo Endres (nascido dia 10.10.2003).

## Saída do vôlei
Em 2015, anunciou oficialmente a sua aposentadoria das quadras de vôlei.